# 柳叶斑鸠菊
柳叶斑鸠菊（学名：Vernonia saligna）为菊科班鸠菊属的植物。分布在缅甸、尼泊尔、印度、越南、孟加拉、泰国以及中国大陆的广西、贵州、广东、云南等地，生长于海拔500米至1,600米的地区，常生长在开旷山坡灌丛中及疏林下，目前尚未由人工引种栽培。

## 别名
白头升麻、白龙须（思茅）